# Schizoneurella indica
Schizoneurella indica är en insektsart. Schizoneurella indica ingår i släktet Schizoneurella och familjen långrörsbladlöss. Inga underarter finns listade i Catalogue of Life.